# ABBA: The Movie
ABBA: The Movie é um filme de 1977 sobre uma turnê australiana do grupo pop ABBA. Foi dirigido por Lasse Hallström, que também dirigiu a maioria dos vídeos do grupo. O longa tornou-se um filme cult entre os fãs de ABBA. O lançamento do filme coincidiu com o lançamento de ABBA: The Album, álbum de estúdio daquele ano do grupo, e apresenta muitas canções desse álbum, assim como muitos de seus sucessos anteriores, e um deles, "Get on the Carousel", não disponível em nenhum outro lugar.

## Sinopse
O empresário de uma rádio local deseja aproveitar a turnê do grupo ABBA pela Austrália para fazer um grande especial, que trará notícias exclusivas sobre a intimidade dos cantores. Para obter a matéria ele envia Ashley Wallace (Robert Hughes), um radialista que nada sabe sobre o grupo. Ele acredita que será fácil obter a matéria, mas logo percebe que a popularidade do ABBA tornará sua tarefa bem mais complicada.

## Elenco
- Anni-Frid Lyngstad, Benny Andersson, Björn Ulvaeus, Agnetha Fältskog como ABBA
- Robert Hughes como Ashley Wallace
- Tom Oliver como escolta/garçom/motorista de táxi
- Bruce Barry como gerente da estação de rádio
- Stig Anderson como empresário do ABBA

## Canções caracterizadas
- "Tiger"
- "S.O.S."
- "Money, Money, Money"
- "He Is Your Brother"
- "Intermezzo No.1"
- "Waterloo"
- "Mamma Mia"
- "Rock Me"
- "I've Been Waiting for You"
- "The Name of the Game"
- "Why Did It Have to Be Me?"
- "When I Kissed the Teacher"
- "Get on the Carousel"
- "I'm a Marionette"
- "Fernando"
- "Dancing Queen"
- "So Long"
- "Eagle"
- "Thank You for the Music"
- As introdução de "Hole in Your Soul" é ouvida para acompanhar os créditos de abertura, mas a música em si não é uma característica em nenhum momento do filme.
- Um breve lapso de "Knowing Me, Knowing You", bem como "Dum Dum Diddle" é também ouvido enquanto Ashley está preso em um engarrafamento, que proveniente, é do rádio de um outro carro.
- "Ring Ring" não é cantada pelo ABBA no filme, mas é cantada por uma classe de balé feminina, enquanto estão dando entrevista para Ashley.
- Outras faixas menos conhecidas do ABBA são ouvidas no filme como "Johan på Snippen", "Polkan gar" e "Stoned" (instrumental).
- A música country que se ouve tocar quando Ashley está no estúdio de rádio no início do filme é "Please Change Your Mind", realizada por Nashville Train.

## Produção
Hallström indicou que o script do filme e o conceito do enredo foi "realizado num avião a caminho da Austrália". Inicialmente, 16 mm de filme era para ser usado, mas os produtores do projeto atualizaram para 35 mm  com a tecnologia das empresas Panavision.

## Recepção
Margaret Geddes do jornal australiano The Age concluiu que o filme foi "habilidoso, competente e divertido, mesmo para os não-convertidos."

## Lançamento
ABBA: The Movie foi lançado em dezembro de 1977. O filme também foi apresentado em vários países do Bloco Oriental, incluindo a União Soviética, onde foi exibido em duas salas de cinema em Moscou.
Na época, Stig Anderson comentou sobre a enorme popularidade do ABBA na Austrália, local de filmagens do filme: "A Austrália é ainda o maior mercado do mundo para o ABBA. As pessoas na indústria da música em todo o mundo estão ficando atordoadas por causa da popularidade que o grupo tem aqui."[carece de fontes?]

### Mídia
Até o momento, quatro versões do filme foram feitas: um único disco de DVD, dois discos em uma edição especial em DVD, um único disco em Blu-ray, e um já extinto disco HD DVD. Todos esses lançamentos possuem uma cópia restaurada com material bônus. O DVD inicial, incluindo a restauração digital, foi lançado pela SBS na Austrália em 2 de outubro de 2005.

### Relançamento nos cinemas em 2008
Um relançamento nos cinemas do filme ocorreu em toda a Europa durante julho e agosto de 2008 no Reino Unido, Irlanda, Holanda, Noruega, Alemanha e Áustria.

### Remasterização
No final de janeiro até o fim do verão de 2009, o filme foi remasterizado digitalmente e ficou em cartaz em São Paulo.

## DVD de 2005
ABBA: The Movie foi relançado em DVD em 26 de setembro de 2005, em duas versões: uma normal, e uma edição limitada com vários extras:
- ABBA: The Movie - voltando ao passado. Lasse Hallström, Benny Andersson e Bjorn Ulvaeus, em conversa com Carl Magnus Palm, na cidade de Nova York, em 12 de junho de 2005.
- Galeria de fotos da tour pela Europa e Austrália em 1977.
- Galeria de fotos do grupo.
- Trailer de ABBA: The Movie (original).
- Comercial de TV anunciando a chegada do "novo" álbum do ABBA, The Album.

## Posições
| Lista                            | Posição |
| -------------------------------- | ------- |
| UK DVD Chart                     | 1       |
| DVD Chart                        | 1       |
| Top 30 ARIA DVD Chart            | 11      |
| Top 20 Mahasz DVD Chart          | 12      |
| DVD Chart                        | 35      |
| Top 50 Media Control Álbum Chart | 48      |

## Prêmios
- O DVD de ABBA: The Movie ganhou um Grammy sueco na categoria "Melhor DVD de Música" em 2006.[9]